# Zdolność skupiająca
Zdolność skupiająca, zdolność zbierająca, moc optyczna – wielkość definiowana dla pojedynczych soczewek i dla układów optycznych oznaczająca odwrotność ogniskowej danej soczewki lub układu optycznego.
{\displaystyle Z={\frac {1}{f}},}
gdzie:
{\displaystyle Z} – zdolność skupiająca,
{\displaystyle f} – ogniskowa (wyrażona w metrach).
Domyślnie wzór ten stosuje się dla powietrza. Jeżeli dana soczewka znajduje się w ośrodku materialnym, którego współczynnik załamania wynosi {\displaystyle n,} to zdolność skupiającą wyraża wzór
{\displaystyle Z={\frac {n}{f}}}
gdzie {\displaystyle f} jest ogniskową układu w tym ośrodku. Zatem zastosowanie cieczy immersyjnej w mikroskopie zwiększa zdolność skupiającą obiektywu.
Dodatnia zdolność zbierająca oznacza soczewkę lub układ optyczny skupiający, a ujemna – soczewkę lub układ rozpraszający. Zerowa zdolność zbierająca oznacza brak zmiany kierunku promieni po przejściu przez soczewkę (obie powierzchnie robocze są płaskie i równoległe do siebie – może wystąpić najwyżej przesunięcie równoległe, gdy kąt padania promieni będzie różny od zera).
Zdolność zbierającą mierzy się w dioptriach, których wymiarem jest odwrotność metra.